# Трульсен, Пиа
Пи́а Тру́льсен (норв. Pia Trulsen; род. 9 апреля 1991, Осло) — норвежская кёрлингистка.
В «классическом» кёрлинге (команда из четырёх человек одного пола) в основном играет на позициях третьего и четвёртого. Скип своей команды.

## Достижения
- Чемпионат Норвегии по кёрлингу среди женщин: серебро (2020).
- Чемпионат мира по кёрлингу среди смешанных команд: золото (2015).
- Чемпионат Норвегии по кёрлингу среди смешанных команд: золото (2022), серебро (2025).
- Чемпионат Норвегии по кёрлингу среди смешанных пар: серебро (2018).
- Первенство Европы по кёрлингу среди юниоров: золото (2011), бронза (2010).

## Команды
| Сезон                                             | Четвёртый               | Третий             | Второй             | Первый                  | Запасной                              | Турниры                               |
| ------------------------------------------------- | ----------------------- | ------------------ | ------------------ | ----------------------- | ------------------------------------- | ------------------------------------- |
| 2010                                              | Аннелине Скорсмоэн      | Eli Moen Skaslien  | Kjersti Husby      | Пиа Трульсен            | Кристине Ведум Давангер               | ПЕКЮ 2010                             |
| 2010—11                                           | Кристине Ведум Давангер | Пиа Трульсен       | Nora Hilding       | Юлие Мольнар            | Marie Odnes тренер: Тормод Андреассен | ПЕКЮ 2011 · ЧМЮ 2011 (7 место)        |
| 2011                                              | Линн Гитмарк            | Ингрид Михальсен   | Кристин Скаслиен   | Marte Bakk              | Пиа Трульсен                          | ЧЕ 2011 (10 место)                    |
| 2011—12                                           | Пиа Трульсен            | Nora Hilding       | Marie Odnes        | Стине Холиен            |                                       |                                       |
| 2012                                              | Кристине Ведум Давангер | Пиа Трульсен       | Nora Hilding       | Юлие Мольнар            | Ингвиль Скага                         | ЧМЮ 2012 (7 место)                    |
| 2012—13                                           | Линн Гитмарк            | Пиа Трульсен       | Ингрид Михальсен   | Camilla Groeseth        | Хенриетте Лёвар                       |                                       |
| 2013—14                                           | Марианне Рёрвик         | Аннелине Скорсмоэн | Камилла Хольт      | Юлие Мольнар            | Пиа Трульсен                          | ЧЕ 2013 (9 место)                     |
| 2014—15                                           | Пиа Трульсен            | Юлие Мольнар       | Ингвиль Скага      | Стине Холиен            |                                       | ЗУ 2015 (6 место)                     |
| 2014—15                                           | Кристин Скаслиен        | Аннелине Скорсмоэн | Юлие Мольнар       | Кристине Ведум Давангер | Пиа Трульсен                          | ЧЕ 2014 (11 место) ЧМ 2015 (10 место) |
| 2016—17                                           | Пиа Трульсен            | Ингвиль Скага      | Mari Forbregd      | Стине Холиен            | тренер: Петтер Моэ                    | ЗУ 2017 (9 место)                     |
| 2017—18                                           | Кристин Скаслиен        | Ингвиль Скага      | Пиа Трульсен       | Jennifer Cunningham     | Майя Рамсфьелл тренер: Петтер Моэ     | ЧЕ 2017 (14 место)                    |
| 2018—19                                           | Кристин Скаслиен        | Ингвиль Скага      | Пиа Трульсен       | Jennifer Cunningham     | Майя Рамсфьелл тренер: Петтер Моэ     | ЧЕ 2018 (11 место)                    |
| 2019—20                                           | Кристин Скаслиен        | Марианне Рёрвик    | Майя Рамсфьелл     | Пиа Трульсен            | Мартине Рённинг тренер: Петтер Моэ    | ЧЕ 2019 (9 место)                     |
| 2019—20                                           | Кристин Скаслиен        | Марианне Рёрвик    | Пиа Трульсен       | Jennifer Cunningham     |                                       | ЧНЖ 2020                              |
| Кёрлинг для смешанных команд (mixed curling)      |                         |                    |                    |                         |                                       |                                       |
| 2012—13                                           | Стеффен Вальстад        | Пиа Трульсен       | Магнус Недреготтен | Ингвиль Скага           |                                       | ЧЕСК 2012 (5 место)                   |
| 2013—14                                           | Hans Tømmervold         | Marte Bakk         | Simon Valvik       | Пиа Трульсен            |                                       | ЧЕСК 2013 (12 место)                  |
| 2015—16                                           | Стеффен Вальстад        | Юлие Мольнар       | Сандер Рёлвог      | Пиа Трульсен            |                                       | ЧМСК 2015                             |
| 2022—23                                           | Александр Линдстрём     | Майя Рамсфьелл     | Кристофер Све      | Пиа Трульсен            | тренер: Bettina Ramsfjell             | ЧНСК 2022 · ЧМСК 2022 (5 место)       |
| 2024—25                                           | Kjetil Bjørke           | Майя Рамсфьелл     | Lasse Vinje        | Пиа Трульсен            |                                       | ЧНСК 2025                             |
| Кёрлинг для смешанных пар (mixed doubles curling) |                         |                    |                    |                         |                                       |                                       |
| 2016—17                                           | Пиа Трульсен            | Bjørnar Fidje      |                    |                         |                                       | ЧНСП 2017 (7 место)                   |
| 2017—18                                           | Пиа Трульсен            | Стеффен Вальстад   |                    |                         |                                       | ЧНСП 2018                             |
| 2018—19                                           | Пиа Трульсен            | Стеффен Вальстад   |                    |                         |                                       | ЧНСП 2019 (15 место)                  |

(скипы выделены полужирным шрифтом)

## Частная жизнь
Из семьи кёрлингистов. Её отец — известный норвежский кёрлингист и тренер Пол Трульсен, скип мужской сборной Норвегии на Олимпийских играх 2002 и 2006 года. Её тётка (сестра Пола) — тоже известная норвежская кёрлингистка Трина Трульсен Вогберг, вице-чемпионка мира среди женщин 1989 года. Её двоюродный брат, сын Трины, Магнус Вогберг — в числе прочего, чемпион Норвегии среди мужчин 2018 года.